# Maike von Bremen
Maike von Bremen (Berlino, 4 marzo 1981) è un'attrice, conduttrice televisiva e cantante tedesca.
Come attrice, è attiva principalmente in campo televisivo e teatrale: tra i suoi ruoli più noti, figurano quello di Sandra Lemke Ergün nella soap opera Gute Zeiten, schlechte Zeiten (2002-2008 e 2011), quello di Vanessa Marks nella soap opera Anna und die Liebe (2009) e quello di Juliette Gagnon nella soap opera Marienhof (2009-2010).
È figlia dell'autore e regista teatrale Harald Müller.

## Filmografia

### Cinema
- Durst - cortometraggio (2004)
- Quantized Love - cortometraggio (2014) - Diana

### Televisione
- Gute Zeiten, schlechte Zeiten (soap opera, 2002-2008; ruolo: Sandra Lemke Ergün)
- Die Fallers (serie TV, 3 episodi, 2004)
- Giacomo Puccini - Die dunkle Seite des Mondes (2008;ruolo: Giulia Manfredi)
- Anna und die Liebe (soap opera, 2009; ruolo: Vanessa Marks)
- Marienhof (soap opera, 2009-2010; ruolo: Juliette Gagnon)
- Herzflimmern - Die Klinik am See (serie TV, 2010-2011)
- Einsatz in Hamburg (serie TV, 1 episodio, 2011)
- Gute Zeiten, schlechte Zeiten (soap opera, 2011; ruolo: Sandra Lemke Ergün)

## Teatro (Lista parziale)[1][2]
- Der tolle Bomberg, regia di Harald Müller (1993)
- Der Klappholttaler, regia di Harald Müller (1994)
- Wie man Arbeit vermeidet, regia di Harald Müller (1995)
- Auf der Suche nach dem Homo Clapps, regia di Harald Müller (1996)
- Das Haus in Montevideo, regia di Harald Müller (1998)
- Herbst, regia di Harald Müller (1999)
- Romulus der Große, regia di Harald Müller (2000)
- Pigor und die Pigorettchen (2001-2002)
- Fang den Mörder (2003)

## Programmi televisivi (Lista parziale)
- Streit um drei (2002)
- City Talent Awards (2003; co-conduttrice)
- Top of the Pops (2005; co-conduttrice)
- Die 30 größten Berliner Aufreger (2009)

## Discografia

### Album
- 2006: Closer (Universal Music)[2][9]

### Singoli
- 2006: More than This (Universal Music)[2][9]